# حملة بانشو فيا

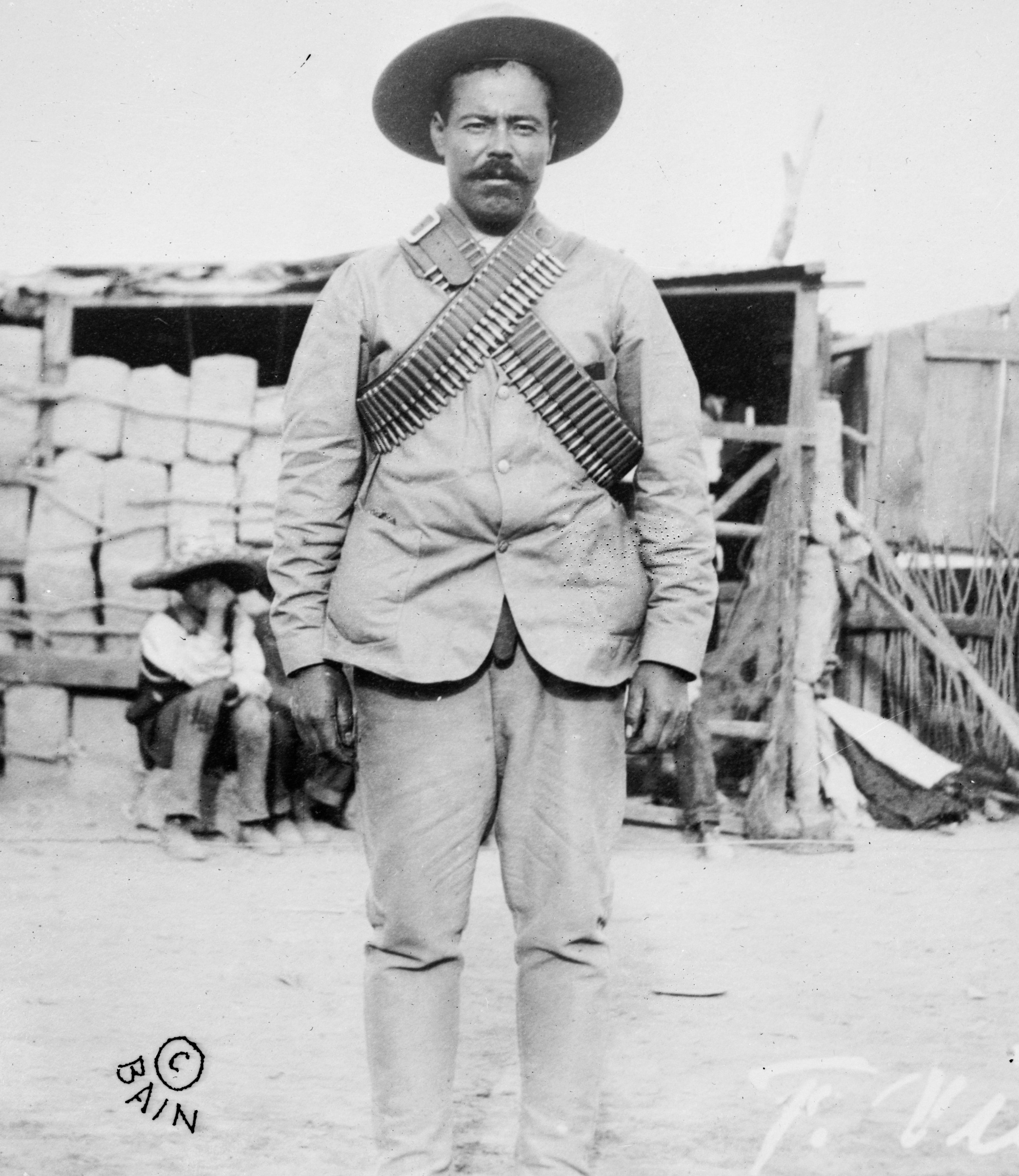
بانشو فيا أمام معسكره.

 حملة بانشو فيا  المعروفة رسميًا في الولايات المتحدة باسم  الحملة المكسيكية، هي عملية عسكرية أجراها الجيش الأمريكي ضد القوات شبه العسكرية المكسيكية المتمردة بقيادة بانشو فيا عامي 1916 و1917. كانت الحملة ردًا على التوغل غير المشروع لقوات فيا في الولايات المتحدة، والهجوم على قرية كولومبوس بمقاطعة لونا، نيومكسيكو، خلال الثورة المكسيكية. بدأت الحملة رسميًا في 14 مارس 1916، وانتهت في 7 فبراير 1917.